# Yves Godimus
Yves Godimus (Lobbes, 12 januari 1960) is een Belgisch voormalig wielrenner. Bij het wielrennen komt hij uit in de klasse B VI 1-3 dat is de klasse van wielrenners met een visuele beperking. Hij is de voorrijder van de visueel beperkte wielrenner Marc Eymard. Zelf was hij ook enkele jaren actief in het wielrennen.

## Erelijst
1983
- Humbeek

1984
- GP Denain

1985
- Belsele

1986
- Tour de la Haute-Sambre

1988
- Londerzeel

1990
- Heusden

1991
- GP Goffin

## Resultaten in de voornaamste wedstrijden
| Jaar | Ronde van Italië | Ronde van Frankrijk | Ronde van Spanje |
| ---- | ---------------- | ------------------- | ---------------- |
| 1985 |                  | opgave              |                  |